# Svizzera ai XXII Giochi olimpici invernali
La Svizzera ha partecipato ai XXII Giochi olimpici invernali, che si sono svolti dal 7 al 23 febbraio a Soči in Russia, con una delegazione composta da 163 atleti.

## Biathlon
La Svizzera dopo la stagione del 2012 e del 2013 ha diritto di schierare 9 atleti:
- 5 Uomini
- 4 Donne

## Curling
Dopo il Campionato mondiale di curling maschile 2012 e il Campionato mondiale di curling maschile 2013 la nazionale della Svizzera si è qualificata al torneo maschile e femminile.
- 5 Atleti (Torneo maschile)
- 5 Atleti (Torneo femminile)

## Hockey su ghiaccio
La squadra svizzera si è qualificata al torneo maschile e femminile:
- 23 atleti (torneo maschile)
- 21 atleti (torneo femminile)